# Live Under the Sky (Red Garland)
Live under the Sky è un album live di Red Garland, pubblicato dalla Galaxy Records nel 1979. Il disco fu registrato dal vivo (Live Under the Sky Festival) il 30 luglio 1978 al Denen Colosseum di Tokyo (Giappone).

## Tracce
Lato A
1. Introducing the Red Garland Trio
2. Just in Time – 7:40 (Jule Styne, Betty Comden, Adolph Green) – Red Garland Trio
3. Introducing All-Star Quartet N° 1
4. I'll Remember April – 8:00 (Don Raye, Gene DePaul, Patricia Johnston) – All-Star Quartet

Lato B
1. Autumn Leaves – 6:27 (Joseph Kosma, Jacques Prevert, Johnny Mercer) – All-Star Quartet
2. Baby Sweets – 11:17 (Bill Lee) – All-Star Quartet

Lato C
1. Equinox – 13:31 (John Coltrane) – All-Star Quartet
2. Introducing All-Star Quartet N° 2
3. Confirmation – 7:01 (Charlie Parker) – All-Star Quartet

Lato D
1. I'm Old Fashioned – 8:50 (Jerome Kern, Johnny Mercer) – All-Star Quartet
2. Moose the Mooche – 9:24 (Charlie Parker) – All-Star Quartet

## Musicisti
Red Garland Trio 
Brano A2
- Red Garland - pianoforte
- Charlie Scott - contrabbasso
- Walter Winn - batteria

All-Stars Quartet N°1 
Brani A4, B1, B2 e C1
- Sadao Watanabe - sassofono alto
- Red Garland - pianoforte
- Richard Davis - contrabbasso
- Roy Haynes - batteria

All-Stars Quartet N°2 
Brani C3, D1 e D2
- Sadao Watanabe - sassofono alto
- Hank Jones - pianoforte
- Ron Carter - contrabbasso
- Tony Williams - batteria